# Sorzano
Sorzano és un municipi de la Rioja, a la regió de la Rioja Mitjana, a la vall occidental del riu Iregua. El terme limita amb Sojuela a l'est, Entrena al nord i Nalda a l'est. Al sud se situa una mancomunitat que comparteixen Sorzano, Nalda i Viguera.

## Història
En el testament de la reina Estefania, vídua del rei Garcia de Nájera, deixa al seu fill Sanç, amb Viguera i altres pobles, el de Soricano, seguint-li Nalda. En 1070 els reis de Pamplona Sanç i Placencia donaren al monestir dels Sants Cosme i Damián la part dels delmes de la seva pertinença a Viguera, Hornos, Entedigone (Entrena) "et medio molino de Solarana". Tots aquests pobles estan pròxims a Logronyo. En 1499 hi nasqué Pedro del Campo, franciscà observant del convent de Barcelona, on morí en llaor de santedat.
Va ser llogaret de Nalda fins a 1632, quan el solzanero Juan Calvo Estefanía va aconseguir una cèdula real de Felip IV d'Espanya, per la qual la vila passava a ser independent. Els comtes d'Aguilar, senyors de Cameros, van mantenir el senyoriu de la vila fins a l'abolició dels senyorius i mayorazgos per les Corts de Cadis el 1811.